# Makedonska Radio Televizija
Makedonska Radio Televizija (MRT; kyrillisch Македонска Радио Телевизија; МРТ; deutsch Mazedonischer Rundfunk) ist die öffentlich-rechtliche Rundfunkanstalt Nordmazedoniens.

## Geschichte

Logo von 1991 bis 2012

1944 wurde mit Makedonsko Radio der Vorläufer des Mazedonischen Rundfunks gegründet. 1964 folgte Makedonska Televizija. Heute produziert MRT mehrere Hörfunk- und Fernsehprogramme.
Seit dem 1. Januar 1993 ist MRT Mitglied der Europäischen Rundfunkunion (EBU), kann also, stellvertretend für Mazedonien, Beiträge zum Eurovision Song Contest und zum Junior Eurovision Song Contest senden.
Wegen des Streits um den Namen Mazedonien wurde auf Initiative des griechischen Senders ERT die internationale Abkürzung von MRT in MKRTV verändert. In Mazedonien wird weiterhin die Abkürzung MRT verwendet.
Im März 2019 empfahl die Regierung Nordmazedoniens die Umbenennung des Senders in Nacionalna Radiotelevizija (NRT: kyrillisch Национална Радиотелевизија; НРТ; deutsch Nationaler Rundfunk). Obwohl der Sender offiziell nie umbenannt wurde, nutzen seitdem einige staatliche Stellen die Abkürzung NRT.

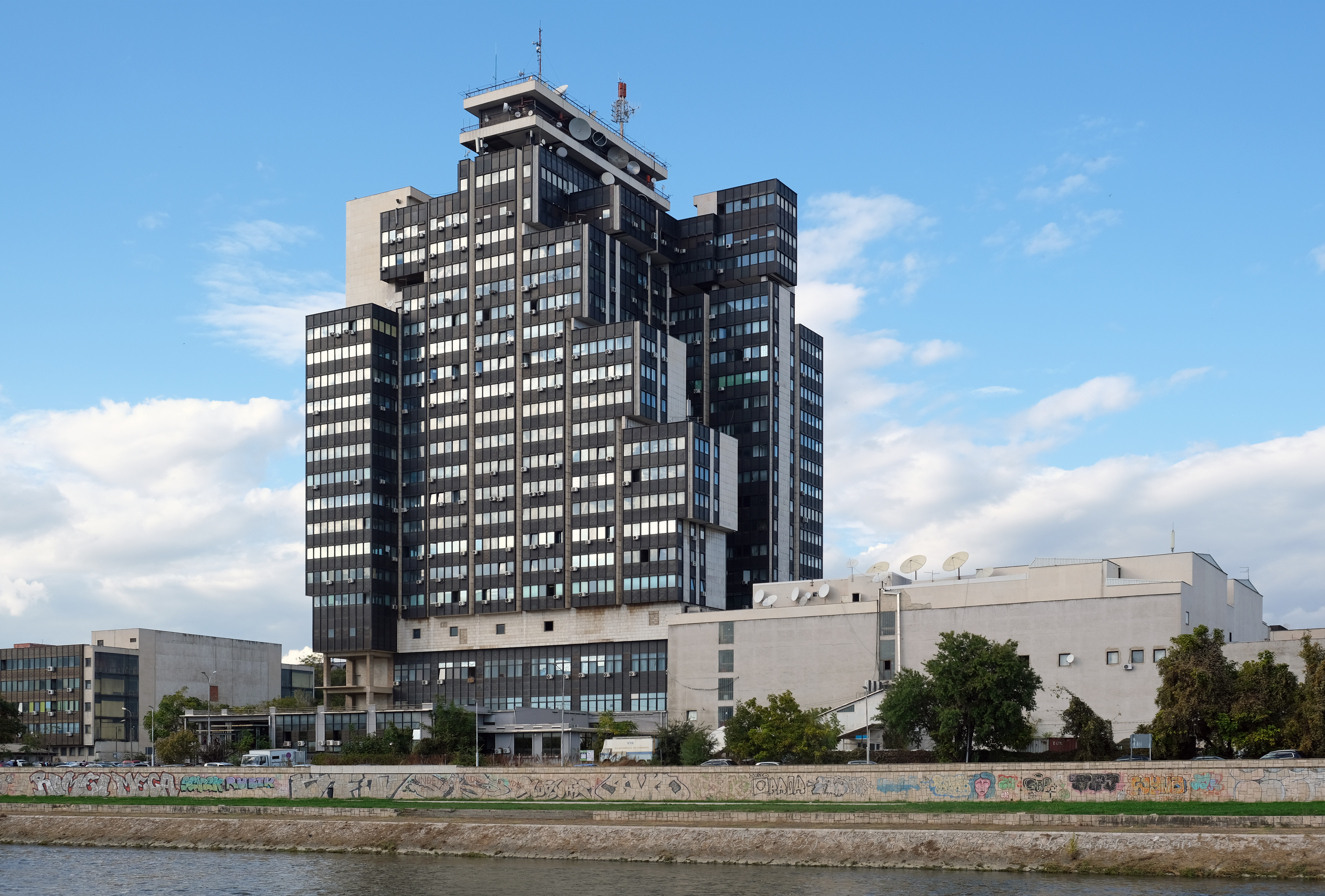
Sitz der MRT

## Angebot

### Fernsehen

#### Terrestrisch
- MRT 1 – allgemeines Vollprogramm
- MRT 2 – Sender für die albanische Minderheit in Nordmazedonien
- MRT 3 – Sport und Unterhaltung
- MRT 4 – Sender für die weiteren nationalen Minderheiten Nordmazedoniens
- MRT 5 – Kinder- und Jugendsender
- MRT Sobraniski Kanal – übertragt Parlamentsdebatten

#### Satellit
- MRT SAT – internationale Übertragung des Programminhalte der terrestrischen Sender (ausgenommen MRT 2)
- MRT 2 SAT – internationale Übertragung der Programminhalte von MRT 2

### Radio
- Radio Skopje – Talkradio
- Radio 2 – Unterhaltung und Popmusik
- Radio 3 – Programm für die Nationalen Minderheiten Nordmazedoniens
- Kanal 103 – Avantgarde-Musik

## Senderlogos

### Fernsehsender

MRT 1
MRT 2
MRT 3
MRT 4
MRT 5
MRT Sat
MRT 2 Sat
MRT Sobraniski Kanal

### Radiosender

MR 1
MR 2
MR 3
MR Sat